# Mixia osmundae
Mixia osmundae es una especie de hongo basidiomiceto de la subdivisión Pucciniomycotina que todavía no ha podido ser asignado alguna de las clases del clado por lo que fue asignado a su propia clase Mixiomycetes, orden Mixiales, familia Mixiaceae y género Mixia. Las clases probablemente hermanas de esta especie son Cystobasidiomycetes y Microbotryomycetes. La especie es un parásito del helecho real (Osmunda regalis). Se caracterizan por formar hifas multinucleadas y por producir múltiples esporas en las células esporógenas.

## Características
Mixia osmundae es una especie dimórfica. Las esporas producen meiosporas o mitosporas. Las hifas son de múltiples núcleos y tienen pocos septos.
En el tejido del huésped, las hifas crecen a lo largo de la superficie celular del huésped, las paredes celulares del huésped están engrosadas en el área de contacto. Las hifas forman grandes hinchazones en forma de saco debajo de la cutícula de las hojas superior e inferior del helecho. Las células esporogénas crecen a partir de estas. Las numerosas esporas se forman de manera exógena, simultánea y enteroblástica.